# Jerónimo de Peraza I
Jerónimo de Peraza I (Sevilla, 1550 - Toledo, 26 de juny, 1617) organista i germà gran de Francisco.
Segons el pintor Francisco Pacheco en el seu llibre Libro de descripción de verdaderos retratos (Sevilla, 1599), natural de Sevilla. Els seus pares eren ambdós músics i el pare un gran intèrpret de xeremia. La família està a València al servei dels Ducs de Calàbria, des d'on passen a Salamanca, i després, pel que sembla a Toledo. Tota la família Peraza vivia a Toledo, on rebien educació musical els seus fills
Jerónimo I, succeirà a Pedro Villada l'1 de setembre de 1573 en l'orgue de la catedral de Sevilla exercint el càrrec d'organista fins a la promoció al mateix lloc el 1579, després serà organista de la catedral de Toledo, a partir del 27 de novembre de 1579, on romandrà fins a la seva mort, sent succeït pel seu nebot Peraza II.